# Pucačina
Pucačine u prvom licu (eng. first-person shooter, kratica FPS) akcijske su računalne igre u kojima se većina igre svodi na borbu, uglavnom pucanje, a koristi se pogled u prvom licu. 
Za upravljanje se koristi tipkovnica i miš, ali se neke od takvih igara mogu igrati i na gamepadu ili joysticku.
Neke pucačine u prvom licu mogu u sebi sadržavati i druge elemente, tako postoji i taktički FPS (Ghost Recon), u kojemu je za pobjedu potrebno pomno poručiti situaciju i izdati naredbe. U takvim igrama izdavanje naredbi vrši se pomoću planiranja ili ekrana pauze.
Mnoge od ovih igri svoju su popularnost stekle zbog mogućnosti mrežnog igranja u lokalnoj mreži – LAN-u ili na internetu.
Pucačine u prvom licu najpopularnije su na osobnim računalima iako postoje i one koje se igraju na konzolama.
Najpopularniji serijali tog žanra su Call of Duty, Battlefield, Medal of Honor, Doom, Serious Sam (hrvatska produkcija), Far Cry, Half-Life, Unreal Tournament, Unreal i Quake.